# 質地騒動
質地騒動（しっちそうどう）は、江戸時代中期に発生した一揆。享保7年（1722年）に発布された流地禁止令によって引き起こされた、質流れとなった田畑を巡る騒動である。享保7年10月14日に発生した頸城質地騒動（頸城騒動）と、享保8年（1723年）の長瀞質地騒動（長瀞騒動）の2つの一揆が、これに相当する。

## 概要
江戸時代当初は、農民が質入れした田畑を質流れにすることは禁止されていた。しかし、元禄8年（1695年）6月に出された質地取扱の覚により、証文に質流れを認める旨の文言さえあれば、その通りにするという、質流れによる田畑の所有権移転が認められることとなった。
流地禁止令は、「質地取扱の覚」は江戸の町方の屋敷地の取扱いを田畑に適用したものであり、田畑永代売買禁止令にそむくこととして、「田畑の質入れは認めるが質流れは認めない」という趣旨の法令であった。しかし、この法令は各地で混乱を引き起こし、中でも質流れによって田畑を失った農民たちが、自分たちの土地を取り返そうとして大きな騒動にまで発展した事件があった。これが越後国頸城郡の頸城騒動と出羽国村山郡で発生した長瀞騒動である。
両騒動とも、
- 流地禁止令の発令によって生じる混乱や損失を恐れた名主たちが、農民たちに御触れの説明をしなかったこと
- 禁止令の条文を独自に入手した農民側が、この法令を徳政令と解釈し、質流れになった田畑を取り戻そうとしたこと
- その地を治める代官所では騒動を鎮めることができなかったため、幕府は近隣の藩に出兵を命じたこと

といった共通点がある。
なお、流地禁止令は享保8年（1723年）8月に廃止となっている。